# 九条の会
九条の会（きゅうじょうのかい、英: Article 9 Association）とは、日本が戦争を永久に放棄し戦力を保持しないと定めた第9条を含む日本国憲法の改正阻止を目的として、作家9人により結成された社会運動団体である。

## 概要
第9条の会（Article 9 Society）は、湾岸戦争をきっかけに1991年、B-29の元パイロットでオハイオ大学名誉教授のチャールズ・オーバービー（Charles M. Overby）がアメリカ合衆国で創設した。
彼は1981年に、広島平和記念資料館を訪れ原子爆弾の悲惨さに衝撃を受け、日本国憲法第9条の理念に感銘を受けたという。彼に触発され、日本でも中部大学元副学長の勝守寛らを中心に全国に会ができた。1993年設立の「なごや」が最初の地方組織で勝守が会長に就いた。
九条の会には様々な考えの人が集まっており、これらの人々の主張が細部まで一致しているわけではない。たとえば、国際連合憲章第7章の第51条で規定されている集団的自衛権については、批判する場合もあれば、言及していない場合もある。

## 呼びかけ人（構成員）・世話人会・主な賛同者
- 呼びかけ人は以下の9人。（は故人）
  - 井上ひさし（作家）
  - 梅原猛（哲学者）
  - 大江健三郎（作家）
  - 奥平康弘（憲法学者）
  - 小田実（作家）
  - 加藤周一（評論家）
  - 澤地久枝（作家）
  - 鶴見俊輔（哲学者）
  - 三木睦子（社会活動家）
    - 東京大学名誉教授の小森陽一などが、運営に関わっている。

### 世話人会
- 世話人は以下の12人。
  - 愛敬浩二（早稲田大学教授、元名古屋大学教授、憲法学）
  - 浅倉むつ子（早稲田大学名誉教授、労働法）
  - 池内了（総合研究大学院大学名誉教授、名古屋大学名誉教授、宇宙物理学）
  - 池田香代子（ドイツ文学翻訳家）
  - 伊藤千尋（ジャーナリスト　元・朝日新聞記者）
  - 伊藤真（弁護士、日本弁護士連合会憲法問題委員会・副委員長、資格試験予備校伊藤塾・塾長、法学館憲法研究所・所長）
  - 内橋克人（経済評論家）（故人）
  - 清水雅彦（日本体育大学教授、憲法学）
  - 高遠菜穂子（ボランティア活動家）
  - 高良鉄美（琉球大学大学院法務研究科名誉教授、憲法学、参議院議員）
  - 田中優子（前法政大学総長、江戸文化研究家）
  - 山内敏弘（一橋大学名誉教授、法学博士、憲法学）

### 構成・関連団体
2004年（平成16年）6月の九条の会の呼びかけに対して、科学、スポーツ、宗教、医療など各分野、趣味人の集まり、また地域で、「XX九条の会」や「九条の会XX」など、九条の会のアピールに賛同する人々の会が結成されている。このような団体の数は、九条の会事務所によると2011年時点で7,500ほどとされる。
映画人九条の会
2004年11月24日には、「映画人九条の会」が結成された。呼びかけ人は、映画監督の羽田澄子、降旗康男（故人）、山田洋次、大林宣彦（故人）、映画スクリプターの堀北昌子、脚本家の小山内美江子などが賛同者に名を連ねたとされる。

## 九条の碑
九条の碑を建てている九条の会もある。沖縄県那覇市、石垣市、宮古島市、読谷村、西原町、南風原町など。

## エピソード
2014年11月開催予定の「国分寺まつり」にてブースを出し、パネル展示やシール投票を行っていたが「内容が政治的な意味合いを持つため」として出展を拒否された。九条の会はこの措置に対して、「表現の自由の蹂躙で、基本的人権の乱暴な侵害」と国分寺市市長および実行委員会に抗議している。